# 2012 chez Disney
L'année 2012 pour la Walt Disney Company est marquée par l'augmentation de la participation dans UTV en janvier l'achat de Lucasfilm en décembre mais aussi le renouveau du parc Disney California Adventure, le lancement de Disney Junior et les mauvais résultats du film John Carter,

## Événements

### Janvier
- 4 janvier 2012,
  - Disney et Comcast signent un contrat de 10 ans pour la distribution de l'ensemble des chaînes du groupe Disney[1].
  - Disney vend le magazine FamilyFun à Meredith Corporation ainsi que le portefeuille d'applications et de produits dérivés associés[2].
- 5 janvier 2012, Corus Entertainment annonce la date de lancement d'ABC Spark pour le 26 mars 2012[3].
- 6 janvier 2012, Disney et GM annoncent renouveler leur partenariat pour Test Track et une rénovation comprenant l'ajout d'un Chevrolet Design Center[4]
- 7 janvier 2012, mise à l'eau du Disney Fantasy[5].
- 9 janvier 2012, Disney annonce le lancement de Disney Junior USA pour le 23 mars 2012[6]
- 12 janvier 2012,
  - Disney accorde à la société indienne Kayempee Foods basée à Hyderabad une franchise pour des chocolats et confiseries Disney[7]
  - Disney lance Disney Channel Turkey en Turquie[8].
- 16 janvier 2012,
  - Disney-ABC signe un contrat de VOD pour le marché britannique avec Lovefilm, filiale d'Amazon[9].
  - Rich Ross, président de Walt Disney Studios, nomme Ricky Strauss responsable de la commercialisation des labels Disney, Marvel, Pixar et Touchstone[10].
- 17 janvier 2012, la société chinoise Shanghai Pudong Road émet un lot d'actions de 316 millions d'USD pour financer la construction des routes menant au Shanghai Disney Resort[11]
- 18 janvier 2012, Disney annonce l'ouverture de sa première Disney Store chinoise pour l'automne 2012 et l'ouverture de 25 à 40 boutiques en 3 ans[12].
- 25 janvier 2012, Mahesh Samat directeur de Walt Disney India démissionne durant la campagne d'achat d'UTV Software Communications[13]
- 31 janvier 2012,
  - RTL Group signe un contrat de trois ans avec Walt Disney Studios Distribution[14] pour diffuser des films du catalogue Disney en Allemagne sur les chaînes de Mediengruppe RTL Deutschland[15]
  - Walt Disney Japan et NTT DoCoMo lance un partenariat de MVNO nommé Disney Mobile on DoCoMo[16]
  - Clôture de l'offre de rachat des actions publiques d'UTV par Disney[17]

### Février
- 2 février 2012, Disney rachète les actions d'UTV détenues par Ronnie Screwvala (fondateur) et Unilazer[18]
- 3 février 2012,
  - Décès de Patricia Disney, veuve de Roy Edward Disney[19]
  - Disney assouplit son code interne et autorise le port de la barbe, la moustache étant autorisée depuis l'an 2000[20]
  - Disney Publishing Worldwide lance un magazine Club Penguin au Royaume-Uni[21].
- 6 février 2012, Disney et Univision Communications négocient la création d'une chaîne d'information en continu en anglais à destination de la population hispanique américaine[22].
- 8 février 2012, Disney annonce réduire sa fenêtre de distribution pour les DVD et Blu-Ray en location chez Redbox à 28 jours[23]
- 10 février 2012, Disney annonce pour la sortie du film Arriety (2011) aux États-Unis une exposition sur cette production de Ghibli au El Capitan Theatre du 17 février au 8 mars 2012[24]
- 11 février 2012, Disney annonce la comédie musicale Newsies adaptée du film Newsies (1992) et présentée du 15 mars au 10 juin 2012 à Broadway[25]
- 13 février 2012, Disney Publishing Worldwide annonce emménager dans le même immeuble que Marvel Comics à New York[26] au 417 Fifth Avenue
- 21 février 2012, Playdom annonce un nouveau jeu d'objets cachés, après Garden Times, nommé Blackwood and Bell Mysteries[27].
- 23 février 2012, Disney signe un contrat de distribution de vidéo à la demande de ses films et de ceux de DreamWorks avec la société chinoise YOU on Demand[28],[29].
- 24 février 2012, Atlantis Productions annonce avoir obtenu une licence de Walt Disney Theatrical Productions pour jouer Disney's Aladdin: The New Stage Musical au Meralco Theatre de Manille aux Philippines à partir de novembre 2012[30].
- 25 février 2012, Disney annonce la fermeture du site Togetherville pour le 11 mars 2012[31]
- 27 février 2012, Disney signe un contrat de distribution de vidéo à la demande avec Canal+ d'une centaine de films et séries télévisées[32]

### Mars
- 1er mars 2012, Disney ferme Habit Heroes une attraction controversée sur le thème de l'obésité enfantine située à Epcot[33]
- 2 mars 2012,
  - le Disney Fantasy est baptisé à New York avec Mariah Carey pour marraine[34]
  - Disney annonce une exposition consacrée au film John Carter du 9 mars au 19 avril 2012 au El Capitan Theatre[35].
- 5 mars 2012, décès du compositeur Robert B. Sherman à Londres[36]
- 7 mars 2012, première mondiale du film  John Carter en Belgique, France et Italie
- 8 mars 2012
  - Disney annonce l'ouverture de la zone Buena Vista Street de Disney California Adventure pour le 15 juin 2012 qui comprend une réplique du Carthay Circle Theater[37].
  - la société brésilienne T4F annonce avoir signé un contrat de 5 ans avec Disney pour présenter Le Roi lion, Mary Poppins et La Petite Sirène en Amérique latine[38]
- 13 mars 2012,
  - Disney annonce une campagne pour engager 1 000 vétérans de l'armée américaine afin de faciliter leur retour dans la vie civile[39]
  - Alex Salmond, Premier ministre d'Écosse, annonce que le film Rebelle sera présenté le 30 juin 2012 en clôture du Festival international du film d'Édimbourg[40].
- 16 mars 2012, Disney annonce élargir sa bibliothèque de Blu-ray en éditant plus de 30 titres sortis de son catalogue en plusieurs campagnes à partir du 15 mai 2012[41].
- 19 mars 2012, la presse annonce que le studio Disney se prépare à une perte de 200 millions de $ en raison des mauvais résultats du film John Carter[42],[43]
- 20 mars 2012, Disney annonce l'ajout le 10 mai d'une fenêtre honorant Alice Davis, costumière pour Walt Disney Imagineering et femme de Marc Davis[44]
- 21 mars 2012, Junction Point Studios, filiale de Disney confirme le développement d'Epic Mickey 2 : Le Retour des héros, suite d'Epic Mickey[45].
- 22 mars 2012, l'ouverture de l'hôtel Disney's Art of Animation Resort au Walt Disney World Resort est annoncée pour le 31 mai 2012[46]
- 23 mars 2012,
  - Lancement de Disney Junior aux États-Unis
  - Glen Keane annonce son départ des studios après 38 ans de carrière[47].
  - le propriétaire de la Compass Bookstore de Downtown Disney Californie annonce sa fermeture pour le 31 mars 2012[48]
- 26 mars 2012,
  - Playdom annonce un jeu d'objets cachés Disney Animal Kingdom Explorers basé sur le parc Disney's Animal Kingdom[49].
  - Adventures by Disney annonce des voyages en Asie du Sud-ouest en 2013 dont le Viêt Nam, le Laos et le Cambodge[50]
  - L'ouverture de Cars Land à Disney California Adventure est annoncée pour le 15 juin 2012[51]
- 30 mars 2012,
  - Disney et le japonais DeNA annoncent un partenariat pour des jeux sociaux mobiles[52]
  - Shanghai Disney Resort entame sa première campagne de recrutement[53].
- 31 mars 2012, l'avant-première du spectacle Disney Dreams! au Parc Disneyland est retransmise sur TF1[54]

### Avril
- 2 avril 2012, Disney Junior signe un contrat de diffusion avec la National Cable Television Cooperative regroupant plus de 950 câblo-opérateurs indépendants américains[55]
- 4 avril 2012, Disney signe un contrat avec le britannique Blinkbox pour de la VOD[56]
- 10 avril 2012, Disney signe un partenariat avec le chinois Tencent et le ministère chinois de la culture pour développer l'industrie de l'animation[57]
- 11 avril 2012, le Shanghai Disney Resort annonce avoir sécurisé un emprunt de 2 milliards d'USD auprès d'un consortium de 12 banques[58].
- 16 avril 2012, Disney et Marvel annoncent qu'Iron Man 3 sera coproduit avec la société chinoise DMG Entertainment[59]
- 20 avril 2012,
  - Première mondiale du film Chimpanzés (2012) au cinéma AMC Theatres de Downtown Disney à Orlando[60]
  - Rich Ross annonce sa démission du poste de président de Walt Disney Studios Entertainment après l'échec de John Carter[61],[62]
- 23 avril 2012, Starbucks annonce l'ouverture d'un espace de vente dans chacun des six parcs à thèmes américains de Disney[63],[64]
- 24 avril 2012, Disney Publishing Worldwide annonce le déménagement des employés de White Plains pour Glendale (Californie) et New York[65]
- 26 avril 2012, Disney lance une chaîne Disneynature TV sur le bouquet d'Orange[66].
- 27 avril 2012,
  - Disney et News Corp annoncent vouloir acheter la participation de Providence Equity dans Hulu pour environ 200 millions d'USD[67]
  - Disney dévoile des images du nouveau concept de l'attraction Test Track à Epcot, proche de l'univers de Tron : L'Héritage[68]

### Mai
- 1er mai 2012, Les Jonas Brothers annoncent leur départ du label Hollywood Records[69]
- 4 mai 2012, le laboratoire Disney Research dévoile une technologie nommée Touché dotées de capacité de détections du toucher[70].
- 5 mai 2012, Comcast, actionnaire majoritaire de NBCUniversal, annonce exercer son option pour revendre sa partition dans A&E Television Networks, laissant Disney et Hearst actionnaires paritaires à 50 %[71],[72]
- 7 mai 2012, ABC News et Univision annoncent la création en 2013 d'une chaîne d'information en anglais pour les hispaniques[73], installée à Miami[74].
- 15 mai 2012, Le Tokyo Disney Resort accepte désormais les cérémonies de mariage homosexuelles au sein du programme Disney's Fairy Tale Weddings, les parcs américains le faisant depuis 2007[75].
- 16 mai 2012,
  - Stage Entertainment et Disney annoncent la production de deux versions de La Petite Sirène, l'une débutant le 16 juin à Rotterdam et l'autre le 6 octobre en Russie[76].
  - Disney dévoile un nouveau site web video.disney.com consacré aux vidéos tous supports, faisant suite au partenariat de Disney Interactive Studios avec YouTube signé en novembre 2011[77]
- 21 mai 2012, Disney Mobile et Disney Consumer Products lancent une gamme de produits liée au jeu Jetez-vous à l'eau ![78]
- 25 mai 2012, le Disney Magic accoste pour la première fois dans le port de New York pour une série de 20 croisières à partir de la ville dont 9 vers la Nouvelle-Angleterre[79]
- 31 mai 2012,
  - Alan Horn est nommé président de Walt Disney Studios Entertainment[80].
  - Ouverture de la première phase de l'hôtel Disney's Art of Animation Resort sur Le Monde de Nemo[81]

### Juin
- 2 juin 2012, le Disneyland Resort offre les lettres géantes formant l'ancien décor d'entrée du parc Disney California Adventure à Cal Expo à Sacramento[82].
- 4 juin 2012, Disney Mobile et Pixar annonce la sortie d'un jeu Rebelle sur smartphones reprenant le moteur de Temple Run d'Imangi Studios[83]
- 5 juin 2012, Disney annonce une nouvelle politique publicitaire refusant les publicités à destination des enfants pour de la malbouffe sur ses chaînes de télé et ses sites internet[84]
- 6 juin 2012, News Corp annonce vouloir racheter les 50 % d'ESPN Star Sports détenu par Disney à travers ESPN, devenant l'unique propriétaire[85],[86].
- 7 juin 2012, Disney souhaite imposer un délai de 28 jours entre la sortie DVD/Blu-ray d'un film et sa disponibilité sur Netflix ou Redbox[87]
- 9 juin 2012, Disney annonce que la comédie musicale Mary Poppins sera présentée en Nouvelle-Zélande à partir du 18 octobre 2012[88].
- 11 juin 2012, Walt Disney Studios et RealD lancent une exposition itinérante mondiale sur l'art du film Frankenweenie de Tim Burton[89]
- 12 juin 2012, Club Penguin annonce que les personnages de Marvel Comics seront disponibles dans le jeu à compter du 3 juillet[90]
- 14 juin 2012, Comcast et Disney-ABC Television Group lancent aux États-Unis, 3 applications iOS pour regarder en direct ou à la demande les émissions des chaînes Disney Channel, Disney XD et Disney Junior : Watch Disney[91]
- 15 juin 2012, Ouverture des zones Cars Land, sur le thème de Cars, et Buena Vista Street, nouvelle entrée du parc Disney California Adventure après 5 années de travaux pour plus d'1 milliard de dollars[92] et la sortie du dessin anime "Souvenir de Gravity Falls" qui a fait un grand succès a sa sortie
- 18 juin 2012, Ouverture de la seconde phase de l'hôtel Disney's Art of Animation Resort sur Cars[93]
- 19 juin 2012, La Jacksonville Port Authority annonce que le Walt Disney World Resort utilise désormais principalement le port de Jacksonville (Floride) au lieu de Savannah (Géorgie) pour réceptionner les marchandises destinées à ses parcs de Floride[94], 25 % passant toujours par Savannah[95]
- 21 juin 2012, Disney Consumer Products annonce un partenariat avec la société immobilière Sunteck de Bombay pour construire des logements thématisés Disney[96].
- 22 juin 2012, Sortie du film Rebelle de Pixar aux États-Unis
- 25 juin 2012, Disney Interactive et Activision annoncent leur collaboration pour les jeux issus du film Les Mondes de Ralph (fin 2012)[97]
- 26 juin 2012, Broadcast Satellite Disney service satellite de Walt Disney Japan propose des séries d'ABC Studios gratuitement sur internet au rythme d'un épisode par série et par semaine et ce jusqu’en septembre 2012 pour attirer des nouveaux clients[98].
- 27 juin 2012, Disney confirme la licence accordée à Dubaïland pour construire le parc Marvel Adventure mais précise qu'il ne sera pas développé par Walt Disney Imagineering[99]
- 29 juin 2012,
  - Disney Mobile Studios développe la franchise Jetez-vous à l'eau ! avec Mais, où est Perry ?, une déclinaison basée sur la série Phinéas et Ferb[100]
  - Disney Media Distribution annonce prolonger son contrat avec la Motion Picture Academy pour diffuser la cérémonie des Oscars jusqu'en 2020[101]

### Juillet
- 4 juillet 2012, à la suite de controverses chez son concurrent Habbo Hotel, Club Penguin lance une campagne sécurité de 3 millions de livres dans la zone Europe-Afrique-Moyen-Orient[102]
- 6 juillet 2012, Comcast annonce exercer son option pour vendre sa part dans A&E Television Networks évaluée à 3 milliards d'USD, laissant Disney et Hearst copropriétaire avec 50 % chacun[103].
- 11 juillet 2012, le CRTC valide une réorganisation de Corus et la création par scission de Shaw Media qui devient propriétaire à 49 % de la chaîne ABC Spark[104].
- 12 juillet 2012, Ouverture de la World of Disney du Disney Village à Disneyland Paris[105]
- 13 juillet 2012,
  - DirecTV annonce ne pas être parvenu à un accord avec Viacom et remplace donc la chaîne Nickelodeon Jr par Disney Junior[106]
  - Décès de l'actrice Ginny Tyler[107]
- 18 juillet 2012, Disney annonce le lancement de Disney XD en Malaisie le 15 septembre sur l'opérateur Astro (en)[108].
- 26 juillet 2012, Disney annonce un projet d'amélioration des services de restauration et de loisirs du Disney Aulani Resort pour répondre à la demande[109]
- 27 juillet 2012, Disney, Turner, Fox et HBO discutent avec Google sur son test de télévision IP par fibre optique à Kansas City (Kansas) et Kansas City (Missouri), Google Fiber[110]
- 30 juillet 2012, la Federal Trade Commission valide la vente par Comcast de sa participation dans A&E Television Networks laissant Disney et Hearst copropriétaire avec 50 % chacun[111].

### Août
- 2 août 2012,
  - Disney India annonce réorganiser sa division interactive avec celle de sa nouvelle filiale UTV, qui prendra le nom DisneyUTV Digital[112]
  - Peter Seymour est nommé vice-président et CFO du Disney-ABC Television Group[113]
- 6 août 2012, le Disney Research démontre la faisabilité de la capture de mouvement 3D avec une seule caméra, sans marqueur ni plusieurs caméra[114]
- 7 août 2012, Walt Disney World Resort annonce l'ouverture du New Fantasyland 2012 du Magic Kingdom pour le 6 décembre 2012[115]
- 8 août 2012, le Disney Research annonce Botanicus Interacticus une technologie rendant les plantes interactives au moyen d'un capteur[116]
- 9 août 2012, Disney lance le service Disney Games au Royaume-Uni avant d'étendre à l'Europe, le Moyen-Orient et l'Afrique[117]
- 10 août 2012, Ouverture de la troisième phase de l'hôtel Disney's Art of Animation Resort sur Le Roi lion[118]
- 12 août 2012,
  - Bob Iger révèle que le budget alloué au New Fantasyland 2012 du Magic Kingdom est de 425 millions d'USD[119]
  - Bob Iger annonce la fermeture des bureaux de vente de Disney Vacation Club à Chicago pour le 14 septembre et de Long Island (NY) pour le 3 novembre[119].
- 13 août 2012,
  - la presse évoque une possibilité de rachat de Scripps Networks Interactive par The Walt Disney Company pour 10 milliards de $[120].
  - un scientifique du laboratoire Disney Research étudiant à l'Université de San Diego annonce avoir découvert la genèse des arcs-en-ciel siamois[121].
- 16 août 2012, la Fox ne pouvant entamer la production d'un film sur Daredevil avant le 10 octobre 2012, la licence retourne à Marvel Studios et Disney[122].
- 23 août 2012, le gouvernement indien autorise Disney à investir 180 millions d'USD en Inde[123]
- 24 août 2012, Time Magazine révèle une rumeur de rachat d'Euro Disney par The Walt Disney Company pour réduire les difficultés financières de l'opérateur des parcs français[124]
- 28 août 2012, ESPN signe un contrat de 5,6 milliards d'USD sur 8 ans jusqu'en 2021 pour diffuser la Ligue majeure de baseball[125]
- 29 août 2012, DreamWorks ne renouvelle pas son contrat de distribution international avec Disney[126].

### Septembre
- 7 septembre 2012,
  - Disney ouvre la première Disney Baby Store à Glendale, une Disney Store spécialisée dans la gamme Disney Baby[127]
  - Disney UTV Digital s'associe à Gameloft pour distribuer des jeux sur plateformes mobiles en Inde[128]
- 12 septembre 2012, Disney signe avec Telefónica, seul fournisseur internet tchèque un accord de vidéo à la demande[129]
- 13 septembre 2012, la société de transformation de bœuf BPI intente un procès contre American Broadcasting Company, maison-mère d'ABC News, et ses journalistes, réclamant 1,2 milliard d'USD dans l'affaire du pink slime[130],[131]
- 14 septembre 2012, Disney confirme qu'avec l'ouverture du restaurant Be Our Guest au Magic Kingdom, la politique de ne pas servir d'alcool dans ce parc prendra fin[132]
- 18 septembre 2012, Euro Disney annonce que The Walt Disney Company lui accorde un crédit de 1,332 milliard d'€ pour aider à refinancer sa dette[133]
- 19 septembre 2012,
  - Disney revend le terrain de National Harbor à Washington DC au promoteur Peterson Cos. au même prix qu'il l'avait acheté en 2009[134].
  - Marvel Studios annonce qu'il quittera les Manhattan Beach Studios au printemps 2013 pour rejoindre le Grand Central Creative Campus[135], zone regroupant plusieurs filiales de Disney
- 20 septembre 2012,
  - Ouverture de la quatrième et dernière phase de l'hôtel Disney's Art of Animation Resort sur La Petite Sirène[136]
  - une société immobilière annonce avoir vendu un bâtiment de Celebration occupé par la Walt Disney World Company pour 31,1 millions d'USD[137]
  - J. C. Penney et Disney annoncent un projet d'ouvrir des espaces de 750 pieds carrés (70 m2) à 1 100 pieds carrés (102 m2) de textiles et accessoires Disney dans 500 magasins de J. C. Penney[138].
- 23 septembre 2012, la presse évoque un possible rachat de Das Vierte par la Walt Disney Company[139].
- 25 septembre 2012, Disney confirme l'achat de la chaîne allemande Das Vierte[140],[141].
- 28 septembre 2012, Disney Channel India annonce la diffusion de son premier téléfilm Luck Luck Ki Baat produit spécialement pour le marché indien[142].

### Octobre
- 4 octobre 2012, Disney et Cablevision signent un contrat pluriannuel intégrant 70 chaînes et services Disney pour les abonnés de Cablevision[143].
- 8 octobre 2012, Disney Research annonce un procédé d'impression 3D transformation tout volume en écran[144]
- 9 octobre 2012,
  - Disney Research annonce une technologie d'écran tactile différenciant les utilisateurs par leurs empreintes digitales[145]
  - La station AM WDBO d'Orlando annonce s'affilier à ESPN Radio et renforcer son partenariat avec ESPN Wide World of Sports[146]
- 10 octobre 2012, Stan Lee Media engage une nouvelle procédure pour obtenir plusieurs milliards de dollars de Disney-Marvel[147]
- 11 octobre 2012, Disney annonce une nouvelle politique environnementale pour le papier utilisé pour ses livres et magazines à la suite d'une campagne de protestations menée en mai 2011 par des écologistes[148]
- 14 octobre 2012, le fonds Providence Equity Partners (en) vend sa participation de 10 % dans Hulu pour 200 millions de $[149].
- 16 octobre 2012,
  - Disney fait évoluer la gamme Disney Princess avec une gamme de produit de beauté Disney Reigning Beauties autour de Cendrillon vendue exclusivement chez Sephora ou sur Internet, et prévoit d'en faire autour avec les autres princesses[150]
  - Disney annonce installer un studio permanent aux Pinewood Studios près de Londres[151].
- 23 octobre 2012, Disney.com propose une nouvelle interface, la troisième en 5 ans[152]
- 24 octobre 2012,
  - UTV Indiagames publie le jeu Cricket Fever Challenge sur les réseaux sociaux[153]
  - Décès de Raymond Watson, PDG intérimaire de Disney de 1983 à 1984[154]
- 27 octobre 2012, le groupe Fnac annonce l'ouverture de 50 espaces Disney dans ses magasins[155].
- 30 octobre 2012, Disney annonce l'achat de Lucasfilm et l'ensemble de ses filiales (ILM et LucasArts) pour 4,05 milliards d'USD[156],[157]

### Novembre
- 2 novembre 2012, Sortie du film Les Mondes de Ralph de Walt Disney Animation Studios aux États-Unis et au Canada
- 6 novembre 2012,
  - Ouverture du restaurant Earl of Sandwitch au Downtown Disney du Disneyland Resort en Californie[158]
  - Pixar annonce baptiser le bâtiment principal du Pixar Campus Steve Jobs Building[159],[160]
- 7 novembre 2012, ESPN vend sa participation de 50 % dans ESPN Star Sports[161]
- 9 novembre 2012, Walt Disney World Resort annonce l'ouverture de deux cafés Starbucks, l'un au Magic Kingdom et l'autre à Epcot[162]
- 11 novembre 2012, Walt Disney Parks and Resorts révèle un projet d'un milliard de dollar baptisé Next Generation Experience comportant de nombreuses améliorations des attractions et des conditions de visites[163]
- 16 novembre 2012,
  - une version locale du spectacle Disney's Aladdin: The New Stage Musical débute à Manille aux Philippines[164]
  - Disney porte le jeu social Gnome Village sur Android[165].
- 18 novembre 2012,
  - Disney édite aux États-Unis, le jeu Epic Mickey 2 : Le Retour des héros, suite de Epic Mickey[166]
  - Première de la série d'animation Princesse Sofia sur Disney Junior[167]
- 20 novembre 2012,
  - Disney annonce la fermeture du site de vidéo en ligne Disney Movies Online pour le 31 décembre[168].
  - Disney UTV Digital annonce devenir le distributeur des jeux EA Mobile en Inde et au Sri Lanka[169]
- 22 novembre 2012,
  - Disney Research présente la vidéo d'un robot capable de jouer à la balle avec des personnes et d'interagir s'il rate la balle[170].
  - Décès du scénariste Melvin Shaw[171]
- 23 novembre 2012, Disney signe un contrat de diffusion avec l'espagnol Wuaki.tv, filiale de Rakuten, pour un catalogue de films et séries disponible sur des appareils connectés à internet[172].
- 27 novembre 2012, Disney souscrit un emprunt en bonds de 3 milliards de $[173]

### Décembre
- 4 décembre 2012, Disney et Netflix signent un contrat de diffusion pour des films de Walt Disney Animation Studios, Pixar Animation Studios, Marvel Studios et Disneynature, des anciens films à partir de 2013 et les nouveaux à compter de 2016[174],[175]
- 5 décembre 2012, 
  - Sortie nationale du film d'animation Les Mondes de Ralph en France
  - Jak Productions change de nom pour devenir LFL Productions[176], l'acronyme de Lucasfilm Limited.
- 6 décembre 2012,
  - Ouverture du nouveau Fantasyland au Magic Kingdom[177]
  - Ouverture d'une version rénovée de Test Track à Epcot sponsorisée par Chevrolet et sur le thème de Tron : L'Héritage[178]
  - Ouverture de l'attraction The Legend of Captain Jack Sparrow aux Disney's Hollywood Studios
  - Euro Disney et Eiffage signent un contrat de développement immobilier pour des bureaux de 6 000 m2[179]
- 8 décembre 2012, Disney annonce l'ouverture d'un bowling Splitsville de 30 pistes à Downtown Disney pour le 19 décembre[180]
- 9 décembre 2012, Disney Cruise Line annonce que pour le premier semestre 2014, l'ensemble des 4 navires naviguera depuis la Floride[181].
- 10 décembre 2012,
  - Disney Interactive Studios achète le studio de développement sud-coréen Studio Ex[182]
  - Disney World annonce se retirer du circuit PGA Tour après 40 ans de participation, dernière année du Children's Miracle Network Classic[183]
- 11 décembre 2012, le Disney Music Group annonce simplifier sa gestion des licences musicales avec un interlocuteur unique[184]
- 13 décembre 2012, Disney Media Networks et Cox Communications annoncent un contrat pluriannuel de distribution de contenu direct et à la demande pour les abonnés de Cox[185]
- 18 décembre 2012, News Corp annonce avoir déboursé 335 millions d'USD pour les 50 % d'ESPN dans ESPN Star Sports[161].
- 21 décembre 2012,
  - Disney annonce avoir finalisé l'acquisition de Lucasfilm pour 4,06 milliards d'USD[186]
  - Steamboat Ventures récolte 85 millions d'USD lors d'une levée de fonds[187]
  - la cour d'appel américaine rejette le pourvoi en appel de la famille Slesinger face à Disney au sujet de droits sur Winnie l'ourson[188]
- 24 décembre 2012, Disney Mobile Studios publie trois nouveaux jeux d'un coup pour smartphones, Monster’s Inc. Run, Where’s My Holiday? et Nemo’s Reef afin de capter des parts de marché du jeu sur mobile[189]
- 27 décembre 2012, Disney souscrit un emprunt en bonds de 3 milliards de $[190].
- 31 décembre 2012, Disney Media Networks et Charter Communications annoncent un contrat pluriannuel de distribution de contenu[191]